# Won Hye-Kyung
Won Hye-Kyung (n. 14 octombrie 1979, Seul, Coreea de Sud) este o sportivă ce a reprezentat Coreea de Sud, medaliată olimpică. A participat la 2 ediții ale Jocurilor Olimpice (1994, 1998) în care a câștigat două medalii de aur și o medalie de bronz.